# 朝阳农学院
朝阳农学院是中国辽宁朝阳地区文化大革命时期的一所学院。朝农经验诞生于此。

## 历史
1970年1月，辽宁省革命委员会决定，沈阳农学院将其水利专业迁至朝阳。:3865月，与朝阳水利学校、农业学校、农业机械化学校、朝阳地区农业科研所等单位合并建校，称朝阳“五七”农业科技大学。:3871973年5月，沈阳农学院改称辽宁农学院，朝阳“五七”农业科技大学改称辽宁农学院朝阳分院，1975年6月15日正式改称朝阳农学院。:388
1976年10月怀仁堂政变后，各地到朝阳农学院参观学习人员被召回。1977年8月中共十一大后，全国开始深入揭批四人帮罪行。朝阳地委书记王吉道，朝阳农学院革委会主任、党委书记徐明等人被撤职。1977年8月，辽宁省革委会决定撤销朝阳农学院。辽宁省水利学校、朝阳地区农业科学研究所、朝阳地区农业机械化学校被恢复。1978年5月31日，辽宁省革委会将原沈阳农学院农田水利系的人员迁回沈阳。:190